# Rhetorios
Rhetorios (altgriechisch Ρητόριος αστρολόγος, lateinisch Rhetorius astrologus; auch Rhetorios der Ägypter, lateinisch Rhetorius Aegyptius) war ein spätantiker griechischer Astrologe. Er gilt als letzter bedeutender Vertreter der hellenistisch-byzantinischen Tradition der Astrologie, die er in einem Kompendium zusammenfasste, von dem mindestens 117 Kapitel sowie Auszüge überliefert sind.
Dieses Werk basiert vor allem auf den Lehren des Antiochos von Athen und des Teukros von Babylon und macht sich ferner die Werke von Claudius Ptolemäus, Vettius Valens, Julianus von Laodikeia und den dem Olympiodoros zugeschriebenen Kommentar zu den Eisagōgiká des Paulos von Alexandria zunutze. Ein byzantinischer Anonymus erstellte 884 einen Auszug (Epitome) des Kompendiums, der in die als Syntagma Laurentianum bezeichnete byzantinische Sammelschrift Eingang fand und im frühen 11. Jahrhundert von Demophilos verwendet wurde. Weitere Reflexe erscheinen in der anonymen Schrift De stellis fixis, in quibus oriuntur gradibus signorum, deren griechische Vorlage vermutlich aus dem 10. Jahrhundert stammt, und im 12. Jahrhundert war das Kompendium die Grundlage des Lehrgedichts Einführung in die Astronomie (Εισαγωγή άστρονομίας Eisagoge astronomías) des Johannes Kamateros.
Über die weiteren Lebensumstände des Rhetorios ist nichts bekannt. Es ist auch nicht klar, ob „Rhetorios“ sein Name ist („Rhetorios“ bedeutet schlicht „Redner“). Da einige der Horoskope des Rhetorios aus dem frühen 6. Jahrhundert stammen, gibt dies einen terminus post quem für die Wirkungszeit des Rhetorios. David Pingree datiert eines von Rhetorios’ Horoskopen auf den 24. Februar 601, womit Rhetorios in das frühe 7. Jahrhundert zu datieren wäre.
James Herschel Holden zufolge ist dies jedoch kein Horoskop einer konkreten Person, sondern lediglich ein illustratives Beispiel, und eine wahrscheinlichere Datierung für das Kompendium des Rhetorios sei das frühe 6. Jahrhundert.
Rhetorios wird gelegentlich auch „Rhetorios der Ägypter“ genannt und arbeitete sehr wahrscheinlich in Alexandria, womit sein Wirken vor die arabische Eroberung der Stadt im Jahr 642 zu datieren ist.
David Pingree sieht in seinem Artikel From Alexandria to Baghdād to Byzantium (2001) Rhetorios an zentraler Stelle für die spätantike Überlieferung des hellenistischen astrologischen Wissens im arabisch-syrischen Raum und von dort aus durch lateinische und griechische Übersetzungen auch für die westliche Astrologie.

## Ausgaben
Handschriften
Bezeichnungen der Handschriften und Inhalt:
- A Codex Parisianus Graecus 2506: diverse Kapitel auf f. 1–24. Außerdem Kopien davon in Parisianus 2424.
- B Codex Berolinensis 173: 2 Kapitel (Teukros von Babylon) auf f. 139–145r
- L Codex Laurentianus Plut. 28.34: Kapitel 1–53 auf f. 84–93v.
- P Codex Parisianus Graecus 2425: Kapitel 1–117 auf f. 76–141r
- V Codex Marcianus graecus 335: Kapitel 3, 4, 7 (unvollständig), 8 (unvollständig), 17, 21, 23–44, 46, 47, 99–102, 104 und Epitome IV.

Textausgaben
- Catalogus Codicum Astrologorum Graecorum (CCAG). Bd. 1 (1898), S. 140–164; Bd. 7 (1908), S. 192–226 (Varianten Bd. 5,4 (1940), S. 122–133); Bd. 8,4 (1921), S. 115–225; Bd. 8,1 (1929), S. 220–248; Bd. 5,4 (1940), S. 133–155.
- Wolfgang Hübner: Grade und Gradbezirke der Tierkreiszeichen : Der anonyme Traktat „De stellis fixis, in quibus gradibus oriuntur signorum“. 2 Bände. Teubner, Stuttgart und Leipzig 1995, ISBN 3-519-04286-X, Bd. 1, S. 126–127 (und Komm., Bd. 2, S. 94–103); Bd. 1, S. 221–251 (und Komm., Bd. 2, S. 198–221).
- David Pingree, Stephan Heilen: Rhetorius qui dictur : Compendium astrologicum : Libri V et VI. 2 Bände. De Gruyter, München 2015, ISBN 978-3-11-019509-5.

Englische Übersetzung
- James Herschel Holden: Rhetorius the Egyptian : Astrological Compendium Containing His Explanation and Narration of the Whole Art of Astrology. American Federation of Astrologers, Tempe, AZ 2009, ISBN 978-0-86690-590-9, Digitalisat.